# 8516-os mellékút (Magyarország)
A 8516-os számú mellékút egy bő 7 kilométer hosszú, négy számjegyű mellékút Győr-Moson-Sopron vármegye területén; Veszkény és Babót községeket köti össze egymással, illetve a 85-ös főúttal.

## Nyomvonala
Eredetileg minden bizonnyal Veszkény belterületétől északra, a település és Osli határvonalán ágazott ki a 8514-es útból, annak a 17+900-as kilométerszelvénye táján, déli irányban; másfél kilométeren át külterületek közt haladt, majd a községbe érve a Szabadság utca nevet vette fel. Ezt a kezdeti, mintegy 2,3 kilométeres szakaszát azonban az országos közutak nyilvántartását szolgáló kira.gov.hu a lekérdezés időpontjában számozatlan, önkormányzati fenntartású útként jelölte, eszerint a 8516-os út kilométer-számozása jelenleg csak a veszkényi buszforduló után indul, dél felé.
A település belterületén a Fő utca nevet viseli, így éri el bő 2 kilométer után nemcsak a falu legdélebbi házait, de annak közigazgatási határszélét, valamint a 85-ös főutat is, amely ott kevéssel a 38. kilométere előtt jár. A főút keresztezése után pár lépéssel átszeli az út a Győr–Sopron-vasútvonal vágányait is, a már Babót község területén elhelyezkedő Veszkény megállóhely nyugati szélénél, majd nyugat-délnyugati irányba fordul.
A 4. kilométere után éri el Babót lakott területét, a központban rövid – alig 200 méternyi – közös szakasza van a 8601-es úttal, Ady Endre utca néven, majd különválnak, s a 8516-os Fő utca néven folytatódik dél felé. 5,5 kilométer megtétele után lép ki a lakott területek közül, 6,2 kilométer után keresztezi – felüljárón, csomópont nélkül – az M85-ös autóút nyomvonalát, annak a 41+700-as kilométerszelvénye közelében. A 8511-es útba beletorkollva ér véget, annak 5+200-as kilométerszelvénye közelében.
Teljes hossza, az országos közutak térképes nyilvántartását szolgáló kira.gov.hu adatbázisa szerint 7,179 kilométer.

## Története
1934-ben a kereskedelem- és közlekedésügyi miniszter 70 846/1934. számú rendelete a mai 85-ös főúti elágazása és Babót központja közötti szakaszát másodrendű főúttá nyilvánította, a Győr-Sopron közti, már akkor is és azóta is 85-ös útszámozást viselő főút részeként.

## Települések az út mentén
- (Osli)
- Veszkény
- Babót